# Moto E6
Moto E6 (стилізовано як moto e6) — лінія смартфонів від компанії Mototola Mobility, що входить у серію Moto E. Лінія складається з Moto E6, E6 Plus, E6s та E6i. Також в Індії Moto E6 Plus був випущений як Moto E6s, тому глобальний Moto E6s також відомий як Moto E6s (2020).
В Україні офіційно доступні тільки Moto E6 Plus, E6 Play та E6s.

## Дизайн
Екран виконаний зі скла. Корпус виконаний з пластику.
У Moto E6 знизу розміщені роз'єм microUSB та мікрофон. Зверху розташовані другий мікрофон та 3.5 мм аудіороз'єм. З правого боку розміщені кнопки регулювання гучності та кнопка блокування смартфону. Основний динамік знаходиться на фронтальній частині і також виконує роль розмовного динаміка. Слоти під 1 або 2 SIM-картки і карту пам'яті формату microSD до 256 ГБ знаходяться під знімною задньою панеллю.
У Moto E6 Plus знизу розміщені роз'єм microUSB, динамік та мікрофон. Зверху розташований 3.5 мм аудіороз'єм. З правого боку розміщені кнопки регулювання гучності та кнопка блокування смартфону. Слоти під 2 SIM-картку і карту пам'яті формату microSD до 512 ГБ знаходяться під знімною задньою панеллю. Також другий мікрофон знаходиться під LED спалахом.
У всіх інших моделей знизу розміщені роз'єм microUSB та мікрофон. Зверху розташований 3.5 мм аудіороз'єм. З лівого боку розташований залежно від версії слот під 1 або 2 SIM-картки і карту пам'яті формату microSD у E6 Play, слот під 2 SIM-картки і карту пам'яті формату microSD у E6s та гібридний слот під 2 SIM-картки або 1 SIM-картку і карту пам'яті формату microSD у E6s. У всіх моделей можна встановити карту пам'яті до 256 ГБ. З правого боку розміщені кнопки регулювання гучності та ребриста кнопка блокування смартфона.
Сканер відбитків пальців в усіх моделях крім Moto E6 знаходиться на задній панелі.
Moto E6 продавався в кольорах Starry Black (чорний) та Navy Blue (синій).
Moto E6 Plus продавався в 4 кольорах: Polished Graphite (сірий), Karibbean Blue (синій), Dark Red (червоний) та Bright Cherry (вишневий).
Moto E6 Play продавався в кольорах Anthracite/Steel Black (чорний) та Turquoise Blue/Ocean Blue (блакитний).
Moto E6s продається в 3 кольорах: Meteor Grey (сірий), Peacock Blue (чорно-блакитний) та Sunrise Red (червоно-фіолетовий).
Moto E6i продається в кольорах Titanium Grey (сірий) та рожевому.

## Технічні характеристики

### Платформа
Moto E6 отримав процесор Qualcomm Snapdragon 435 та графічний процесор Adreno 505.
Moto E6 та E6s отримали процесор MediaTek Helio P22 та графічний процесор PowerVR GE8320.
Moto E6 Play отримав процесор MediaTek MT6739 та графічний процесор PowerVR GE8100.
Moto E6i отримав процесор Unisoc SC9863A та графічний процесор IMG8322.

### Батарея
Батарею отримала об'єм 3000 мА·год. У Moto E6 та E6 Plus також є можливість її заміни.

### Камери
Moto E6 отримав основну камеру 13 Мп, f/2.0 з фазовим автофокусом та здатністю запису відео в роздільній здатності 1080p@30fps. Фронтальна камера отримала роздільність 5 Мп, світлосилу f/2.0 та можливість запису відео у роздільній здатності 720p@30fps.
Moto E6 Plus отримав основну подвійну камеру 13 Мп, f/2.0 + 2 Мп, f/2.4 (сенсор глибини) з фазовим автофокусом та здатністю запису відео в роздільній здатності 1080p@30fps. Фронтальна камера отримала роздільність 8 Мп, світлосилу f/2.0 та можливість запису відео у роздільній здатності 1080p@30fps.
Moto E6 Play отримав основну камеру 13 Мп, f/2.2 (ширококутний) з фазовим автофокусом та здатністю запису відео в роздільній здатності 1080p@30fps. Фронтальна камера отримала роздільність 5 Мп, світлосилу f/2.2 та можливість запису відео у роздільній здатності 1080p@30fps.
Moto E6s та E6i отримали основну подвійну камеру 13 Мп, f/2.2 (ширококутний) + 2 Мп, f/2.4 (сенсор глибини) з фазовим автофокусом та здатністю запису відео в роздільній здатності 1080p@30fps. Фронтальна камера отримала роздільність 5 Мп, світлосилу f/2.2 (ширококутний) та можливість запису відео у роздільній здатності 1080p@30fps.

### Екран
Moto E6 отримав екран IPS LCD, 5.5", HD+ (1440 x 720) зі щільністю пікселів 296 ppi та співвідношенням сторін 18:9.
Moto E6 Play отримав екран IPS LCD, 5.5", HD+ (1440 x 720) зі щільністю пікселів 296 ppi та співвідношенням сторін 18:9.
Всі інші моделі отримали екран IPS LCD, 6.1", HD+ (1560 x 720) зі щільністю пікселів 282 ppi, співвідношенням сторін 19.5:9 та краплеподібним вирізом під фронтальну камеру.

### Пам'ять
Moto E6 продавався в комплектації 2/16 ГБ.
Moto E6 Plus та E6s продаються в комплектаціях 2/32 та 4/64 ГБ.
Moto E6 Play та E6i продаються в комплектації 2/32 ГБ.

### Програмне забезпечення
Moto E6i був випущений на Android 10, а всі інші моделі — на Android 9 Pie.